# Nothin' but the Bass
『Nothin' but the Bass』（ナッシン・バット・ザ・ベース）は櫻井哲夫のカバー・アルバム。2015年5月27日、キングレコードから発売された。

## 解説
3作連続でカバーアルバムとなった本作はプロデュースに亀田誠治を迎えた。櫻井は本作について「35周年を迎え、今迄のベース人生をまとめるアルバムを作りたいといろいろなコンセプトを描いていたので、自分のベースに魅力を感じ、長い間客観的に観察してくれていて、しかも、僕も大好きな作品を作っている亀田さんに新作のプロデュースのお願いをしてみたところ、ご快諾いただきました」とコメントしている。カバーアルバムだが、最後の「BASSFUL LIFE」のみ、オリジナル曲である。

## 収録曲
1. OFF THE WALL（feat. KenKen［RIZE］） (4:33)
原曲：マイケル・ジャクソン
2. Just the Two of Us（feat. 沖仁） (4:34)
原曲：グローヴァー・ワシントン・ジュニア
3. TEARS IN HEAVEN（feat. Nathan East） (4:30)
原曲：エリック・クラプトン
4. MOON RIVER (3:33)
原曲：オードリー・ヘプバーン
5. 君の友だち（feat. Shiho［Fried Pride］） (5:48)
原曲：キャロル・キング
6. フェイク（feat. 亀田誠治） (5:02)
原曲：Mr.Children
7. やさしさで溢れるように (4:54)
原曲：JUJU
8. TIME AFTER TIME（feat. 土屋アンナ） (4:12)
原曲：シンディ・ローパー
9. IMAGINE (3:15)
原曲：ジョン・レノン
10. 酒とバラの日々 (2:32)
原曲：ヘンリー・マンシーニ
11. BASSFUL LIFE (1:24)
作曲・編曲：櫻井哲夫

## 参加ミュージシャン
- 櫻井哲夫 - ベース、プログラミング、編曲
Warwick Infinity 5 (M-1, 5)
Warwick Streamer Stage II 5 (M-6, 7)
Warwick Thumb Single Cut 6 (M-3, 8)
FODERA EMPEROR FRETLESS 6 (M-4, 9, 10, 11)
FODERA CUSTOM SHOP JAZZ BASS (M-2)
Warwick EMP 5&6 M (M-1, 3, 4, 5, 8, 9, 10, 11)
La Bella RX-55B (M-2, 6, 7)
Aguilar TONE HAMMER
KORG KRONOS, NUVIBE, VOX TONE GENERATE TG1-ST60D
Analysis Plus - Shielded Cable
AET CABLES (SIN AC EVO/HIN SHIELD VC/HIN LINE HG)
ORB CABLE
- KenKen（RIZE） - ベース (M-1)
- 沖仁 - ギター (M-2)
- ネイザン・イースト (Nathan East) - ベース (M-3)
- Shiho（Fried Pride）- ボーカル (M-5)
- 亀田誠治 - ベース (M-6)
- 土屋アンナ - ボーカル (M-8)
- 今泉タイキ - キーボード (M-1, 6, 9)

## 制作クレジット
- プロデューサー - 亀田誠治
- レコーディング・エンジニア - 木村正和、櫻井哲夫
- アシスタント・エンジニア - Haruki Sato
Recorded at KING Sekiguchidai Studio, Sound City Annex T1 Studio & SOUNDVIBRAZTION STUDIO
- ミキシング・エンジニア - 木村正和
Mixed at studio OREO
- マスタリング・エンジニア - Hiroyuki Tsuji
Mastered at KING Sekiguchidai Studio
- 写真 - Takao Ogata
- ヘアー＆メイク - CHICA
- デザイン - Kiyomi Hashimoto
- アートワーク・コーディネーション - Sayaka Suzuki
- アートワーク・スーパーバイザ - Takafumi Kitsuda

## 発売履歴
| 地域 | リリース日    | レーベル       | 規格                   | カタログ番号                | 備考                           |
| ---- | ------------- | -------------- | ---------------------- | --------------------------- | ------------------------------ |
| 日本 | 2015年5月27日 | キングレコード | 12cmCD                 | KICJ-694                    | stereo                         |
| 日本 | 2015年5月27日 | キングレコード | デジタル・ダウンロード | 995151473                   | iTunes Store                   |
| 日本 | 2015年5月27日 | キングレコード | デジタル・ダウンロード | KICJ-694                    | mora AAC-LC 320kbps            |
| 日本 | 2015年5月27日 | キングレコード | デジタル・ダウンロード | A1002206585                 | レコチョク AAC 128/320kbps     |
| 日本 | 2015年5月27日 | キングレコード | デジタル・ダウンロード | B00XYEWGMY                  | Amazon.com                     |
| 日本 | 2015年5月27日 | キングレコード | デジタル・ダウンロード | Bhhx3cdysfhcaxaffzxkdgueele | Google Play Music              |
| 日本 | 2015年6月3日  | キングレコード | デジタル・ダウンロード | A1004727531                 | レコチョク FLAC 96kHz 24bit    |
| 日本 | 2015年6月3日  | キングレコード | デジタル・ダウンロード | KICJ694_F                   | mora FLAC 96.0kHz/24bit        |
| 日本 | 2015年6月3日  | キングレコード | デジタル・ダウンロード | kicj694                     | e-onkyo FLAC 96kHz 24bit, WAV  |
| 日本 | 2015年6月3日  | キングレコード | デジタル・ダウンロード | 14540                       | HD-music FLAC 96kHz/24bit, WAV |